# Cassidy, der Rebell
Cassidy, der Rebell (Originaltitel: Young Cassidy) ist eine britische Filmbiografie aus dem Jahr 1965. Die Regisseure Jack Cardiff und John Ford, der im Vorspann nicht genannt wird, inszenierten den Film, der das Leben des irischen Dramatikers und politischen Aktivisten Seán O’Casey (1880–1964) zum Thema hat. Grundlage für das Drehbuch war O’Caseys 1956 veröffentlichte Autobiografie Mirror in My House.

## Handlung
In der irischen Stadt Dublin kommt es 1911 zu immer stärker werdenden Protesten gegen die britische Krone. Der junge John Cassidy ist tagsüber Hilfsarbeiter. Abends und nachts verteilt er Flugblätter, die zum Protest gegen die britischen Behörden aufrufen. Cassidy ist Mitglied der Gewerkschaft Irish Transport and General Workers’ Union und der Irish Citizen Army, die sich gegen die Briten auflehnt.
Cassidy erkennt, dass seine Flugblätter zu immer neuen und stärker werdenden Unruhen führen. Ihm wird klar, dass er mit dem Stift mehr ausrichten kann als mit der Waffe. Während der Unruhen lernt er die Tänzerin Daisy Battles kennen und verliebt sich in sie. Doch ihre Romanze hält nicht lange an. Kurze Zeit später begegnet Cassidy Nora. Nora ist in einer Buchhandlung angestellt und ermuntert Cassidy zum Schreiben. Es dauert nicht lange, bis sich die Frau in den aufstrebenden Schriftsteller verliebt.
Cassidy bringt eines seiner Manuskripte für ein Bühnenstück zum Intendanten des Abbey Theatres, William Butler Yeats. Das Stück wird abgelehnt, doch ein weiteres, The Shadow of a Gunman, wird angenommen. Die Aufführung wird, wie bei zwei weiteren Stücken, ein großer Erfolg. Cassidys Stück The Plough and the Stars, das Sex, Religion und irischen Patriotismus zum Thema hat, löst bei seiner Uraufführung Krawalle unter den Zuschauern aus. Zwar verliert Cassidy dadurch viele seiner Freunde, doch er wird gleichzeitig als Irlands herausragendster Bühnenautor angesehen. Als er nach Europa reist, merkt Nora, dass er sie nicht mehr braucht.

## Kritik
Das Lexikon des internationalen Films bemängelte: „Trotz ambitionierter Ansätze, am Beispiel dieses dramatisch bewegten Lebens die soziale und gesellschaftskritische Stellung des Schriftstellers zu fixieren, kommt der Film über die übliche Kinobiographie nicht hinaus.“
Die Filmzeitschrift Cinema befand den Film hingegen als „fesselnd und dramatisch, trotz kleiner Schwächen“.

## Auszeichnungen
Maggie Smith wurde 1966 für den BAFTA-Award als beste britische Darstellerin nominiert. Eine weitere Nominierung erhielt Margaret Furse in der Kategorie Beste Kostüme (Farbe).

## Hintergrund
Der Film wurde im Februar 1965 in London uraufgeführt. In Deutschland erschien er erstmals am 12. November 1965 in den Kinos.
Gedreht wurde in den britischen Studios der MGM in Borehamwood sowie in der Grafschaft Wicklow in Irland.
John Ford hatte 1936 O’Caseys Stück The Plough and the Stars verfilmt. O’Casey war von Fords Verfilmung seines Stücks nicht begeistert. Der Film wurde allerdings von den Produzenten neu geschnitten, viele Szenen wurden nachgedreht, so dass Fords ursprüngliche enge Bindung an die Originalgeschichte nicht mehr zu sehen war. O’Casey änderte mit der Zeit jedoch seine Meinung und gab kurz vor seinem Tod seine Zustimmung zur Verfilmung seiner Autobiografie.
Ford erkrankte während der Dreharbeiten und musste von Jack Cardiff ersetzt werden. Fords Arbeit umfasst ca. 10 Minuten des Films. Nach seiner Genesung drehte Ford nur noch einen weiteren Film.